# Walk of Shame
Walk of Shame è un singolo della cantautrice statunitense Pink, pubblicato in Australia il 25 settembre 2013 come quinto estratto dal sesto album in studio The Truth About Love.

## Video musicale
Il videoclip è stato diffuso il 4 ottobre 2013. Le scene presenti nel video sono molto simili a quelle del video di Are We All We Are e rappresentano alcune tappe del The Truth About Love Tour in Australia infatti il video è stato pubblicato sul canale Vevo della cantante per la visione esclusiva degli australiani.

## Classifiche
La canzone è arrivata sessantesima nella classifica radiofonica australiana.